# Пилипонка
Пили́понка — село в Україні, у Житомирському районі Житомирської області. Входить до складу Брусилівської селищної громади.

## Географія
Розташоване за 19 км до заходу від центру громади, за 40 км від залізничної станції Скочище і за 11 км від автошляху Київ-Чоп.
Площа населеного пункту 89 га.
Через село тече річка Болотний.

## Історія
Вперше згадане 1785 року. Назва походить від втікачів з Росії старовірів-пилипонів, що оселилися у цих місцях у 18 столітті. Вважається, що село було засноване ще у 1760-х роках.
Село за 5 верст на схід від Вільні біля болота. Жителів обох статей 192. Село належить до Коростишівських маєтностей. За викупною угодою 1863 року селяни викупили у власників 257 десятин землі за 8280 рублів.
В 1917 році село входить до складу Української Народної Республіки.
Внаслідок поразки Перших визвольних змагань село надовго окуповане більшовицькими загарбниками.
У 1923—54 роках — адміністративний центр Пилипонської сільської ради Брусилівського району.
В 1932—1933 селяни пережили сталінський геноцид.
В ході Другої світової війни 11 липня 1941 року Пилипонка окупована німцями. 11 листопада 1943 року село захоплює Червона Армія. 20 листопада 1943 року село відвойовують німці. 25 грудня 1943 року село знову відвойовують війська СРСР. За час німецького урядування з села було вивезено на каторжні роботи 39 чоловік, закатовано та розстріляно 6 чоловік.
Під час Німецько-радянської війни 80 жителів села воювали на боці СРСР, 61 з них було нагороджено радянськими орденами і медалями, 48 чоловік загинуло.
На честь загиблих вояків Червоної Армії радянською владою у 1957 році було встановлено пам'ятник.
З 24 серпня 1991 року село входить до складу незалежної України.
В селі є загальноосвітня школа, дитячий садок, сілький клуб, фельдшерсько-акушерський пункт, два магазини.
За роки незалежності України, відповідно Чорнобильської програми, для переселенців побудовані 65 житлових будинків, заасфальтовано дорогу, є водопровід, природний газ.